# 帕拉德拉 (米兰达-杜多鲁)
帕拉德拉是葡萄牙布拉干萨区的一个堂区。总面积13.84平方公里，总人口165人，人口密度11.9人/平方公里。